# Austrocylindropuntia punta-caillan
Austrocylindropuntia punta-caillan ist eine Pflanzenart in der Gattung Austrocylindropuntia aus der Familie der Kakteengewächse (Cactaceae). Das Artepitheton punta-caillan verweist auf das Vorkommen der Art auf der Punta Caillan in der Cordillera Negra in Zentralperu.

## Beschreibung
Austrocylindropuntia punta-caillan wächst kleinbleibend, ist an der Basis kaum verzweigt und bildet aufgewölbte Polster. Die zylindrischen, glänzend mittelgrünen Triebabschnitte tragen verlängerte Höcker und weisen eine Länge von bis zu 10 Zentimeter auf. Die etwas gerundeten Blattrudimente sind bis zu 1 Zentimeter lang. Die zwei bis sechs rötlich braunen Dornen sind bis zu 1,5 Zentimeter lang.
Die Blüten sind rot.

## Verbreitung und Systematik
Austrocylindropuntia punta-caillan ist im Hochland der peruanischen Region Ancash verbreitet.
Die Erstbeschreibung als Tephrocactus punta-caillan durch Werner Rauh und Curt Backeberg wurde 1957 veröffentlicht. Edward Frederick Anderson stellte die Art 1999 in die Gattung Austrocylindropuntia. Ein weiteres nomenklatorisches Synonym ist Opuntia punta-caillan (Rauh & Backeb.) G.D.Rowley (1958).

## Nachweise